# المنشية الإبراهيمية (البحيرة)
قرية المنشية الإبراهيمية هي إحدى القرى التابعة لمركز دمنهور في محافظة البحيرة في جمهورية مصر العربية. حسب إحصاءات سنة 2006، بلغ إجمالي السكان في المنشية الإبراهيمية 8140 نسمة، منهم 4162 رجل و3978 امرأة.